# Isabel de Gloucester
Isabel de Gloucester (1173/74 – 14 d'octubre de 1217), va ser una noble anglesa. Comtessa de Gloucester, es va casar amb Joan sense Terra, rei d'Anglaterra.

## Llinatge
Isabel era filla de Guillem Fitz Robert, segon comte de Gloucester, i de la seva dona Hawise. El seu avi patern, Robert, primer comte de Gloucester, era fill il·legítim del rei Enric I. El seu pare va morir el 1183, moment en què es va convertir en comtessa de Gloucester suo jure. Isabel, com a filla soltera d'un vassall de la corona, es va trobar sota la tutela del rei Enric II.

## Matrimoni reial i nul·litat
El 28 de setembre de 1176, el rei Enric II va prometre Isabel, una infanta com a màxim de tres anys, amb el seu fill petit, Joan. Joan i Isabel eren cosins segons com a besnéts d'Enric I i, per tant, dins dels graus prohibits de consanguinitat. Però en l'acord matrimonial, el rei va acceptar trobar el millor marit possible per a Isabel si el Papa es negava a concedir una dispensa per al matrimoni proposat. Enric també va declarar Isabel l'única hereva de Gloucester, desheretant així les seves dues germanes.
El 29 d'agost de 1189, Joan i Isabel es van casar al castell de Marlborough a Wiltshire, i Joan va assumir el comtat de Gloucester al seu dret.Tanmateix, Balduí de Forde, arquebisbe de Canterbury, va declarar nul el matrimoni per raó de consanguinitat i va posar les seves terres sota interdit. L'interdicte va ser aixecat pel papa Climent III. El Papa va concedir una dispensa per casar-se però va prohibir a la parella tenir relacions sexuals.
Poc després Joan sense Terra va accedir al tron, el 1199, i abans de finals d'agost, va obtenir l'anul·lació del matrimoni. L'anul·lació va ser atorgada per motius de consanguinitat, pels bisbes de Lisieux, Bayeux i Avranches, reunits a Normandia. Joan, però, va mantenir les seves terres, i Isabel no va impugnar l'anul·lació.

## Comtat de Gloucester
Després de l'anul·lació, Joan va concedir el títol de comte de Gloucester al nebot d'Isabel, Amalric, comte d'Évreux. Això va compensar Amalric per la pèrdua del seu títol francès, que va ser lliurat en el Tractat de Le Goulet. Després de la seva mort sense descendència el 1213, Isabel esdevingué una vegada més comtessa de Gloucester.

## Matrimonis posteriors
Isabel es va casar més tard amb Geoffrey FitzGeoffrey de Mandeville, segon comte d'Essex, el 20 de gener de 1214. El rei va vendre a aquest noble el dret de casar-se, i sembla que va acceptar amb gran reticència. Els diners s'havien de pagar en quatre terminis al llarg d'un any. Quan Mandeville es va quedar enrere en un pagament, el rei li va confiscar part de les seves terres. Més tard, aquest conflicte es va resoldre, però el comte i la seva dona encara es van unir a la rebel·lió dels barons contra Joan sense Terra. El 23 de febrer de 1216, Geoffrey de Mandeville va morir.
Un any després Isabel es va tornar a casar amb Hubert de Burgh (més tard comte de Kent), més tard justicier d'Anglaterra, el setembre de 1217.

## Mort i enterrament
Isabel va morir només un mes després del seu tercer matrimoni, probablement a l'abadia de Keynsham a Somerset, que va ser fundada pel seu pare.
Va ser enterrada a la catedral de Canterbury.
Isabel de Gloucester no va tenir fills en cap dels seus tres matrimonis. Les possessions i el títol de comte de Gloucester van passar als descendents d'una de les seves germanes, els de Clare.